# Ryota Matsumoto
Ryota Matsumoto (松本良多, født 21. november 1990) er en japansk fodboldspiller, som spiller for den japanske fodboldklub Montedio Yamagata.